# Markus Hohenwarter
Markus Hohenwarter, né le 29 janvier 1980, est un coureur de fond autrichien. Il a remporté le titre de champion du monde de course en montagne longue distance en 2012. Il a également remporté 8 titres nationaux en semi-marathon, marathon et course en montagne.

## Biographie
Il remporte son premier titre national en 2004, en devenant champion de semi-marathon à Klagenfurt. Il remporte ensuite le titre à nouveau en 2005, 2008 et 2009. Il devient champion d'Autriche de marathon en 2007 en terminant troisième et meilleur Autrichien du marathon de Salzbourg, titre qu'il remporte à nouveau en 2011.
Le 27 avril 2008, il termine douzième et meilleur Autrichien du marathon de Vienne en 2 h 18 min 13 s.
Il remporte le marathon de la Jungfrau lors de sa première participation en 2011.
Il connaît une excellente saison en 2012. Le 22 avril, il termine sixième (finalement classé cinquième après disqualification de Roland Kipchumba) du marathon de Linz. Il se classe meilleur Autrichien et établit son record personnel en 2 h 15 min 34 s. Il manque cependant les qualifications pour les jeux olympiques pour un peu plus d'une minute trente. Le 10 juin il devient champion d'Autriche de course en montagne en remportant la course de montagne de Schwarzgupf. Le 9 septembre, il est annoncé comme grand favori du Challenge mondial de course en montagne longue distance se déroulant au marathon de la Jungfrau. Il remporte en effet la victoire en améliorant son temps de l'année passée de deux minutes.
Il se blesse en 2013 et doit faire une pause pour se soigner. Il fait son retour à la compétition en juin 2014 mais doit à nouveau faire une pause à cause de problèmes de santé. Il revient en 2015 et décroche son deuxième titre de champion d'Autriche de course en montagne à la course de Hochalm.

## Palmarès

### Route
| Année | Compétition                            | Lieu           | Place | Épreuve       |                 |
| ----- | -------------------------------------- | -------------- | ----- | ------------- | --------------- |
| 2004  | Semi-marathon de Wels                  | Wels           | 2e    | Semi-marathon | 1 h 6 min 22 s  |
| 2005  | Semi-marathon de Vienne                | Vienne         | 4e    | Semi-marathon | 1 h 5 min 30 s  |
| 2007  | Semi-marathon de Wels                  | Wels           | 1er   | Semi-marathon | 1 h 6 min 28 s  |
| 2007  | Marathon de Salzburg                   | Salzbourg      | 3e    | Marathon      | 2 h 24 min 41 s |
| 2007  | Championnats du monde de semi-marathon | Udine          | 65e   | Semi-marathon | 1 h 4 min 45 s  |
| 2008  | Semi-marathon de Villa Lagarina        | Villa Lagarina | 3e    | Semi-marathon | 1 h 5 min 46 s  |
| 2008  | Semi-marathon de Linz                  | Linz           | 2e    | Semi-marathon | 1 h 6 min 24 s  |
| 2008  | Marathon de Vienne                     | Vienne         | 12e   | Marathon      | 2 h 18 min 13 s |
| 2009  | Marathon de Vienne                     | Vienne         | 16e   | Marathon      | 2 h 18 min 30 s |
| 2009  | Marathon de Berlin                     | Berlin         | 18e   | Marathon      | 2 h 18 min 47 s |
| 2011  | Marathon de Bregenz                    | Brégence       | 4e    | Marathon      | 2 h 25 min 12 s |
| 2012  | Semi-marathon de Berlin                | Berlin         | 13e   | Marathon      | 1 h 4 min 41 s  |
| 2012  | Marathon de Linz                       | Linz           | 5e    | Marathon      | 2 h 15 min 34 s |

### Course en montagne
| no  | masculin      | Course                                                  | Longueur | Départ            | Temps           |
| --- | ------------- | ------------------------------------------------------- | -------- | ----------------- | --------------- |
| 1re | Médaille d'or | Marathon de la Jungfrau                                 | 42,2 km  | 10 septembre 2011 | 3 h 1 min 52 s  |
| 1re | Médaille d'or | Championnats d'Autriche de course en montagne           | 11,8 km  | 10 juin 2012      | 57 min 36 s     |
| 1re | Médaille d'or | Challenge mondial de course en montagne longue distance | 42,2 km  | 9 septembre 2012  | 2 h 59 min 42 s |
| 1re | Médaille d'or | Championnats d'Autriche de course en montagne           | 10,2 km  | 7 juin 2015       | 59 min 44 s     |

## Records
| Épreuve       | Performance     | Date              | Lieu     |
| ------------- | --------------- | ----------------- | -------- |
| 5 000 mètres  | 14 min 50 s 49  | 6 juillet 2002    | Linz     |
| 10 000 mètres | 30 min 47 s 60  | 11 mai 2002       | Vienne   |
| 10 kilomètres | 30 min 6 s      | 3 octobre 2010    | Vienne   |
| 10 miles      | 55 min 9 s      | 20 mars 1999      | Leonding |
| Semi-marathon | 1 h 4 min 26 s  | 28 septembre 2008 | Udine    |
| 30 kilomètres | 1 h 38 min 10 s | 17 janvier 2010   | Medea    |
| Marathon      | 2 h 15 min 34 s | 22 avril 2012     | Linz     |